# Derolus subaureus
Derolus subaureus är en skalbaggsart som först beskrevs av Jordan 1894.  Derolus subaureus ingår i släktet Derolus och familjen långhorningar.
Artens utbredningsområde är:
- Angola.
- Malawi.
- Zimbabwe.

Inga underarter finns listade i Catalogue of Life.